# Pleurothallis taurus
Pleurothallis taurus är en orkidéart som beskrevs av Carlyle August Luer. Pleurothallis taurus ingår i släktet Pleurothallis och familjen orkidéer. Inga underarter finns listade i Catalogue of Life.